# Магия лунного света
«Ма́гия лу́нного све́та» (англ. Magic in the Moonlight) — американский комедийный фильм режиссёра Вуди Аллена, снятый им по собственному сценарию в 2014 году. В главных ролях — Эмма Стоун и Колин Ферт.

## Сюжет
Действие фильма происходит в 1928 году. Стэнли Кроуфорд (Колин Ферт) — известный английский иллюзионист, успешно гастролирующий по всей Европе с представлениями под китайским псевдонимом Вей Линг-су. По просьбе своего друга и коллеги Ховарда Бёркена (Саймон Макбёрни) он отправляется во Францию, чтобы разоблачить молодую американку Софи Бейкер (Эмма Стоун), аферистку, сумевшую, используя спиритические сеансы, втереться в доверие к одному очень богатому семейству.
Прибыв на роскошную виллу на Лазурном Берегу, Стэнли знакомится с Софи и её матерью, миссис Бейкер (Марша Гей Харден). Наблюдая за первым сеансом, когда Софи вызывает дух умершего мужа хозяйки дома Грейс Кэтледж (Джеки Уивер), Стэнли, блестящему эксперту по разоблачению всякого рода фокусов, даже с помощью Ховарда, столь же высокопрофессионального иллюзиониста, не удаётся определить, какими трюками она пользуется. Ещё больше он удивляется, когда Софи с ходу угадывает многие детали его собственного прошлого (по её собственному объяснению, она получает эту информацию через «вибрации»). Скептик Стэнли начинает сомневаться, был ли он изначально так уж прав, категорически исключая существование в реальной жизни сверхъестественных явлений.
Параллельно в фильме разворачивается и романтическая линия. Брайс (Хэмиш Линклейтер), сын хозяйки дома и наследник огромного состояния, везде сопровождает Софи, исполняя романсы под аккомпанемент укулеле — он совершенно очарован американкой и предлагает ей выйти за него замуж. Тем временем Стэнли собирается навестить свою тётю Ванессу (Айлин Эткинс), которая тоже живёт на Лазурном Берегу. Пытаясь получше познакомиться с Софи, Стэнли предлагает ей составить ему компанию. Софи снова поражает его — на этот раз «вибрации» снабжают её и деталями о жизни тёти Ванессы… На обратном пути у Стэнли ломается машина, начинается гроза, и спутники, промокшие до нитки, спасаются от непогоды в здании старой обсерватории, в которой Стэнли бывал в детстве.
Вспоминая детство, Стэнли перестаёт привычно контролировать каждую свою эмоцию и раскрывается перед промокшей девушкой с совершенно неожиданной стороны, оказываясь не сухим педантом, а лиричным, тонко чувствующим и при этом очень умным и глубоким человеком. После этой поездки Софи уже не столь уверена в том, что она хочет выйти замуж за хоть и богатого, но уже утомившего её своими романсами Брайса. Но кажется, что полная невосприимчивость Стэнли к зарождающемуся у неё чувству не оставляет ей иного выбора.

## В ролях
| Актёр            | Роль                                                |
| ---------------- | --------------------------------------------------- |
| Колин Ферт       | Стэнли Кроуфорд, знаменитый иллюзионист Вей Линг-су |
| Эмма Стоун       | Софи Бейкер                                         |
| Саймон Макберни  | Ховард Бёркен, старый друг и коллега Стэнли         |
| Айлин Эткинс     | тётя Ванесса                                        |
| Марша Гей Харден | миссис Бейкер, мать Софи                            |
| Джеки Уивер      | Грейс Кэтледж                                       |
| Хэмиш Линклейтер | Брайс, сын Грейс                                    |
| Эрика Лирсен     | Кэролайн, дочь Грейс                                |
| Джереми Шамос    | Джордж, муж Кэролайн                                |
| Кэтрин Маккормак | Оливия, невеста Стэнли                              |

## Прокат
Премьера фильма состоялась 17 июля 2014 года в нью-йоркском кинотеатре The Paris Theater.
Фильм был выпущен в ограниченный прокат в США 25 июля 2014 года, а с 15 августа 2014 года перешёл в более широкий прокат.
Премьера фильма «Магия лунного света» в России состоялась 17 сентября 2014 года в рамках фестиваля американского кино «Амфест», а в широкий прокат фильм вышел 25 сентября 2014 года.

## Критика
Фильм получил смешанные отзывы критиков. На сайте Rotten Tomatoes 51 % критиков из 154 дали киноленте положительную оценку. На Metacritic фильм имеет рейтинг 54 % на основании 40 рецензий.
Кинокритик Рекс Рид в газете The New York Observer называет «Магию лунного света» одним из лучших фильмов Вуди Аллена и пишет, что
… это мастерский штрих волшебства от одного из немногих признанных гениев современного кинематографа, с находчивой и мягкой, невероятно элегантной и очаровывающей игрой Колина Ферта, романтичность которой растапливает сердца.
Оригинальный текст (англ.)… a master stroke of enchantment from one of the few legitimate cinematic geniuses of the modern cinema, with a nimble and tender performance of enormous elegance and charm by Colin Firth that is heart-meltingly romantic.
В то же время, некоторые критики не считают, что «Магия лунного света» принадлежит к числу лучших фильмов Вуди Аллена. В частности, Джеймс Берардинелли пишет:
В целом «Магия лунного света» создаёт довольно пресное впечатление. Ей не удаётся достичь такого уровня, чтобы воспарить. Аллен движется на автопилоте, и в результате этого здесь нет волшебства, несмотря на присутствие магов и мистиков.
Оригинальный текст (англ.)On the whole, „Magic in the Moonlight“ feels more vapid than it should. It never achieves the altitude necessary for it to soar. Allen is on autopilot and, as a result, despite the presence of magicians and mystics, there's no magic.